# Lijst van Eerste Kamerleden 1874-1877
Lijst van Eerste Kamerleden 1874-1877 geeft een overzicht van de leden van de Nederlandse Eerste Kamer in de periode tussen de verkiezingen van 1874 en de verkiezingen van 1877. De zittingsperiode van de Eerste Kamer ging in op 21 september 1874 en eindigde op 16 september 1877.
De Eerste Kamer telde 39 leden, gekozen door de leden van Provinciale Staten in de elf provincies. Eerste Kamerleden werden gekozen voor een termijn van negen jaar; om de drie jaar werd een derde deel van de Eerste Kamer vernieuwd.
| Naam                                  | groepering          | provincie     | begindatum             | einddatum         | refs   |
| ------------------------------------- | ------------------- | ------------- | ---------------------- | ----------------- | ------ |
| Dirk van Akerlaken                    | gematigde liberalen | Noord-Holland | 19-09-1871 [ e ] [ f ] | 19-09-1880 [ g ]  | [ 1 ]  |
| Hans van Aylva van Pallandt           | conservatieven      | Gelderland    | 19-09-1871 [ e ]       | 19-09-1880 [ g ]  | [ 2 ]  |
| Louis Beerenbroek                     | gematigde liberalen | Limburg       | 21 september 1874      | 16-09-1883 [ h ]  | [ 3 ]  |
| Adolph Blussé                         | liberalen           | Zuid-Holland  | 24 oktober 1874        | 16 september 1877 | [ 4 ]  |
| Willem Borsius                        | liberalen           | Zeeland       | 19-09-1871 [ e ]       | 19-09-1880 [ g ]  | [ 5 ]  |
| Ernst Büchner                         | liberalen           | Noord-Holland | 22-09-1868 [ j ]       | 16 september 1877 | [ 6 ]  |
| Eugène van Bylandt                    | liberalen           | Zuid-Holland  | 22-09-1868 [ j ]       | 20 september 1874 | [ 7 ]  |
| Hendrik Carsten                       | gematigde liberalen | Drenthe       | 30 maart 1875          | 16-09-1883 [ h ]  | [ 8 ]  |
| Hendrikus Coenen                      | liberalen           | Gelderland    | 22-09-1868 [ j ]       | 23 mei 1876       | [ 9 ]  |
| Coos Cremers                          | liberalen           | Groningen     | 22-09-1868 [ j ]       | 16 september 1877 | [ 10 ] |
| Gerard Dumbar                         | liberalen           | Overijssel    | 19-09-1871 [ e ]       | 19-09-1880 [ g ]  | [ 11 ] |
| Albertus Duymaer van Twist            | gematigde liberalen | Zuid-Holland  | 21 september 1874      | 16-09-1883 [ h ]  | [ 12 ] |
| Frans van Eysinga                     | liberalen           | Friesland     | 22-09-1868 [ j ]       | 16 september 1877 | [ 13 ] |
| Jan Fransen van de Putte              | gematigde liberalen | Zeeland       | 22-09-1868 [ j ]       | 9 november 1875   | [ 14 ] |
| Cornelis Geertsema                    | liberalen           | Groningen     | 19-09-1871 [ e ]       | 19-09-1880 [ g ]  | [ 15 ] |
| Cornelis Hartsen                      | conservatieven      | Noord-Holland | 22-09-1868 [ j ]       | 16 september 1877 | [ 16 ] |
| Johan Hein                            | liberalen           | Zuid-Holland  | 19-09-1871 [ e ]       | 19-09-1880 [ g ]  | [ 17 ] |
| Johannes Hengst                       | katholieken         | Noord-Brabant | 21 september 1874      | 16-09-1883 [ h ]  | [ 18 ] |
| Joan Huydecoper van Maarsseveen       | gematigde liberalen | Utrecht       | 22-09-1868 [ j ]       | 16 september 1877 | [ 19 ] |
| Evert du Marchie van Voorthuysen      | conservatieven      | Utrecht       | 21 september 1874      | 16-09-1883 [ h ]  | [ 20 ] |
| Franciscus Michiels van Kessenich     | katholieken         | Limburg       | 22-09-1868 [ j ]       | 16 september 1877 | [ 21 ] |
| Carel Nobel                           | liberalen           | Gelderland    | 19-09-1871 [ e ]       | 19-09-1880 [ g ]  | [ 22 ] |
| Carolus Pické                         | liberalen           | Zeeland       | 27 december 1875       | 16 september 1877 | [ 23 ] |
| Lodewijk Pincoffs                     | liberalen           | Zuid-Holland  | 21 september 1874      | 16-09-1883 [ h ]  | [ 24 ] |
| Adrianus Prins                        | liberalen           | Noord-Holland | 21 september 1874      | 16-09-1883 [ h ]  | [ 25 ] |
| Gerrit de Raadt                       | gematigde liberalen | Zuid-Holland  | 19-09-1871 [ e ]       | 19-09-1880 [ g ]  | [ 26 ] |
| Herman Rahusen                        | gematigde liberalen | Noord-Holland | 19-09-1871 [ e ]       | 24 mei 1875       | [ 27 ] |
| Cornelis van Rhemen van Rhemershuizen | gematigde liberalen | Gelderland    | 22-09-1868 [ j ]       | 16 september 1877 | [ 28 ] |
| Carolus van Rijckevorsel              | gematigde liberalen | Noord-Brabant | 19-09-1871 [ e ]       | 19-09-1880 [ g ]  | [ 29 ] |
| Louis van Sasse van Ysselt            | katholieken         | Noord-Brabant | 21 september 1874      | 16-09-1883 [ h ]  | [ 30 ] |
| Willem Schimmelpenninck van der Oye   | conservatieven      | Gelderland    | 19 september 1876      | 16 september 1877 | [ 31 ] |
| Gijsbertus Schot                      | liberalen           | Friesland     | 21 september 1874      | 16-09-1883 [ h ]  | [ 32 ] |
| Hendrik Smit                          | gematigde liberalen | Noord-Holland | 21 september 1874      | 16-09-1883 [ h ]  | [ 33 ] |
| Charles Stork                         | liberalen           | Overijssel    | 22-09-1868 [ j ]       | 16 september 1877 | [ 34 ] |
| Gerard van Swinderen                  | liberalen           | Friesland     | 19-09-1871 [ e ]       | 19-09-1880 [ g ]  | [ 35 ] |
| Cornelis den Tex                      | liberalen           | Noord-Holland | 21 september 1875      | 19-09-1880 [ g ]  | [ 36 ] |
| Jacobus Thooft                        | liberalen           | Gelderland    | 21 september 1874      | 16-09-1883 [ h ]  | [ 37 ] |
| Wyncko Tonckens                       | conservatieven      | Drenthe       | 21 september 1874      | 18 januari 1875   | [ 38 ] |
| Hermanus Verschoor                    | gematigde liberalen | Noord-Brabant | 22-09-1868 [ j ]       | 2 augustus 1877   | [ 39 ] |
| Louis de Villers de Pité              | katholieken         | Limburg       | 19-09-1871 [ e ]       | 19-09-1880 [ g ]  | [ 40 ] |
| Theodorus Viruly                      | liberalen           | Zuid-Holland  | 22-09-1868 [ j ]       | 16 september 1877 | [ 41 ] |
| Joost van Vollenhoven                 | liberalen           | Zuid-Holland  | 21 september 1874      | 16-09-1883 [ h ]  | [ 42 ] |
| Antonius Vos de Wael                  | katholieken         | Noord-Brabant | 19-09-1871 [ e ]       | 19-09-1880 [ g ]  | [ 43 ] |
| Jan de Vos van Steenwijk              | gematigde liberalen | Overijssel    | 21 september 1874      | 16-09-1883 [ h ]  | [ 44 ] |